# Carlos Pellegrini
Carlos Enrique José Pellegrini (Ciutat de Buenos Aires, 11 d'octubre de 1846- 17 de juliol de 1906). Fou un advocat i polític argentí: Senador Nacional, Diputat Nacional, Vicepresident del govern i President de la Nació Argentina entre 1890-92.

## Biografia
Va cursar els seus estudis al Col·legi Nacional de Buenos Aires i l'any 1863 va ingressar a la Facultat de Dret de la Universitat de Buenos Aires, on es llicenciaria d'advocat el 1869.
L'any 1873 fou elegit Diputat Nacional i el 1878 el governador Carlos Casares el va nomenar ministre de Govern de la província de Buenos Aires. L'any 1879, el president Nicolás Avellaneda el nombra ministre de Guerra i Marina en substitució de Julio Argentino Roca.
Fou un dels fundadors del Partit Autonomista Nacional l'any 1874 i va donar suport a la candidatura presidencial de Julio A. Roca. També fou soci fundador i president durant uns anys del Jockey Club de Buenos Aires.

## Vicepresidència (1886-1890)
El 1886 fou elegit vicepresident pel Partit Autonomista Nacional amb la fórmula Miguel Juárez Celman - Carlos Pellegrini. El 1890 s'inicia l'anomenada Revolució del Parc en la que un grup cívic -militar encapçalat per Leandro N. Alem, intenten derrocar al president Juárez Celman degut a la greu crisi econòmica, la corrupció i l'autoritarisme del president.

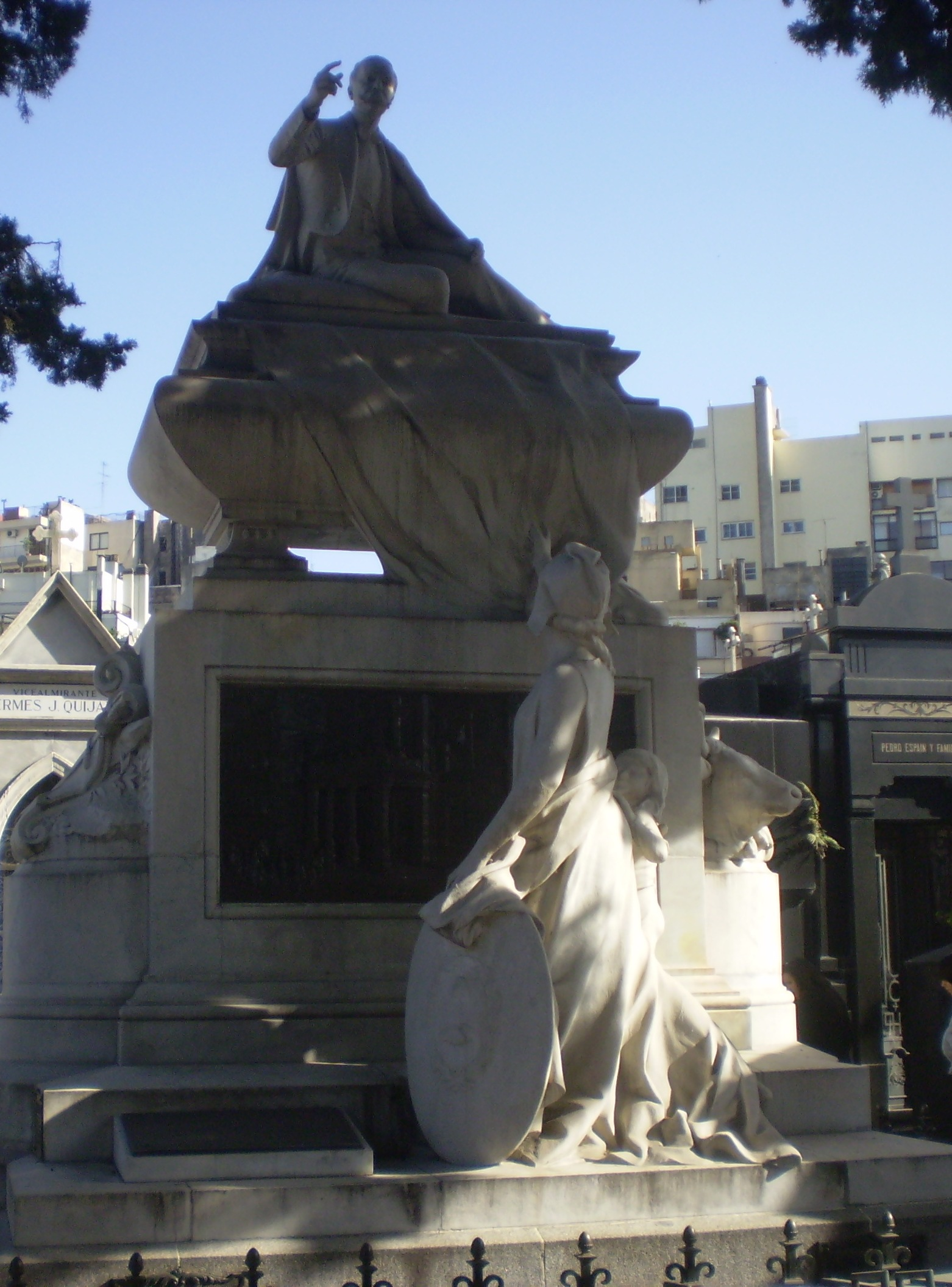
Tomba de Pellegrini al Cementiri de la Recoleta (Buenos Aires)

## Presidència (1890-1892)
Com a resultat de la revolució, Miguel Juárez Celman va renunciar, pel que Pellegrini el succeeix a la presidència des del 1890 fins al 1892.
Durant aquest període presidencial va sanejar les finances públiques, va crear el Banc de la Nació Argentina i el prestigiós col·legi que avui porta el seu nom: "Escola Superior de Comerç Carlos Pellegrini" (una escola pública actualment depenent del Rectorat de la Universitat de Buenos Aires).

## Mort
Mor a Buenos Aires el 17 de juliol de 1906 als 59 anys per una malaltia. Les seves restes descansen al cementiri de La Recoleta.